# Бовше
Бовше (словен. Bovše) — поселення в общині Войник, Савинський регіон, Словенія. 
Висота над рівнем моря: 341,2 м.